# Melipona boliviana
Melipona boliviana är en biart som beskrevs av Schwarz 1932. Melipona boliviana ingår i släktet Melipona och familjen långtungebin. Inga underarter finns listade i Catalogue of Life.